# Gambaga

Gambaga är en ort i nordöstra Ghana. Den är huvudort för distriktet East Mamprusi, och folkmängden uppgick till 9 479 invånare vid folkräkningen 2010.